# Fox Chase, Kentucky
Fox Chase är en ort i Bullitt County, Kentucky, USA. År 2000 hade orten 476 invånare. Den har enligt United States Census Bureau en area på 0,9 km², allt är land.